# Kampf ums Überleben
Kampf ums Überleben ist der Titel eines 1997 produzierten Filmdramas, dessen Handlung auf dem Roman The Sign of the Beaver der US-amerikanischen Schriftstellerin Elizabeth George Speare (1908–1994) basiert.

## Handlung
Massachusetts, im Jahr 1768: Die Familie Hallowell plant einen Neustart und hat daher Land im US-Bundesstaat Maine erworben. Der Plan der Familie ist, dass Vater William zusammen mit seinem Bruder nach Maine zieht, um dort zunächst das Haus der Familie auf dem neuen Grundstück zu errichten. Dann soll Wills Bruder zurück nach Massachusetts reisen, um Wills Frau Anne mit ihren Kindern nachzuholen. Doch plötzlich hat Williams Bruder andere Pläne und wirft so alle Pläne der Familie über den Haufen. Die Familie schmiedet daraufhin einen riskanten Plan. Zusammen mit William reist der 13-jährige Matthew nach Maine. Nachdem sie das kleine Haus der Familie errichtet haben, reist William allein zurück nach Massachusetts. Der 13-Jährige bleibt allein auf dem Grundstück und hat das Versprechen des Vaters, in spätestens sieben Wochen wieder zurück zu sein. Bei Williams Rückkehr nach Massachusetts muss er feststellen, dass eine Fieberepidemie die Siedlung der Hallowells heimsucht. Obwohl Anne Hallowell ebenfalls an Fieber erkrankt, beschließt die Familie, sofort aufzubrechen, um Matt nicht zu lange allein zu lassen. Um nach Maine zu gelangen, müssen sie mit all ihren Habseligkeiten ein Schiff flussaufwärts nehmen. Doch der zuständige Hafenmeister erkennt, dass Anne vom Fieber geschwächt ist, und verbietet ihnen den Zugang zum Schiff. Die Familie beschließt daher auf dem Landweg nach Maine zu gelangen; in einer Zeit, in der es keine befestigten Straßen gibt, ein Gewaltmarsch von mehreren Wochen. Auf dem Weg nach Maine stirbt James Hallowell, der erst einjährige Säugling.
In der Zwischenzeit lernt Matt in der einsamen Hütte in Maine den Wildjäger Ben Loomis kennen, der ihm eines Tages das Gewehr stiehlt, welches ihm sein Vater bis zu seiner Rückkehr anvertraut hat. Bei der Verfolgung von Loomis rutscht Matt aus und fällt in einen Fluss. Dabei wird er von Sakniss gerettet, einem Indianer vom Stamm der Penobscot. Um sich für die Tat zu revanchieren, muss Matt Sakniss Enkel, dem etwa gleichaltrigen Attean, das Lesen der Englischen Sprache beibringen. Zu Beginn verstehen sich die Jungen überhaupt nicht, da Atteans Mutter einst von Weißen ermordet worden ist. Doch spätestens, als die beiden Jungs Ben Loomis aufspüren und zusammen das von Loomis gestohlene Gewehr zurückerobern, entwickelt sich zwischen den beiden eine Freundschaft. Zuletzt darf Matt sogar das Lager der Penobscot besuchen und Zeuge der indianischen Rituale werden.
Kurz vor Winterbeginn ziehen die Penobscot in wärmere Gegenden weiter. Sie bieten Matt an, mit ihnen zu reisen, doch dieser möchte in der Hütte bleiben. Er glaubt den Versprechen seines Vaters, eines Tages wiederzukommen. Und plötzlich, nach rund einem halben Jahr Warten und Hoffen, erreichen William und Anne Hallowell ihren Sohn.

## Hintergrundinformationen
Die Handlung des Films beruht nicht nur auf dem Roman The Sign of the Beaver von Elizabeth George Speare, der im Februar 1983 publiziert wurde, sondern auch auf einer wahren Begebenheit, die Speare bei Recherchen in Milo im US-Bundesstaat Maine gemacht hat. So soll es Ende des 18. Jahrhunderts tatsächlich einen 13-jährigen Jungen namens Matthew James Hallowell gegeben haben, der Robinson Crusoe gleich mehrere Monate allein in der Wildnis auf die Rückkehr seiner Eltern gewartet haben soll.
Gedreht wurde der Film in Kanada, darunter in den Gemeinden Penetanguishene und Pickering.